# إنريكي بيتش
إنريكي بيتش هو لاعب كرة قدم فلبيني، ولد في 14 أغسطس 1920 في مانيلا في الفلبين، وتوفي في 14 نوفمبر 2012 في باراناك في الفلبين.

## وصلات خارجية
- إنريكي بيتش على موقع أوليمبيديا (الإنجليزية)